# Bara (Aragon)
Pour les articles homonymes, voir Bara.

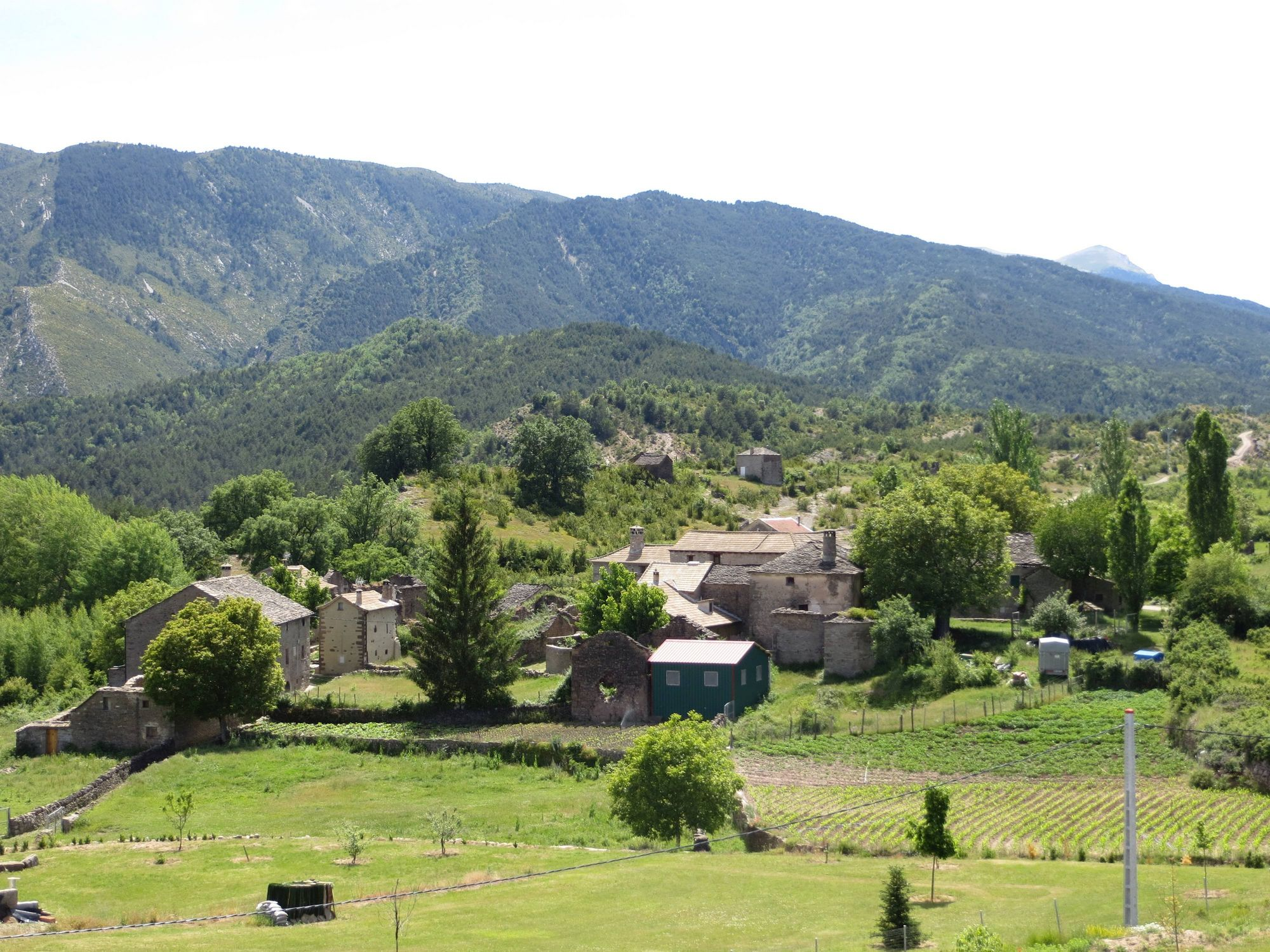
Bara.

Bara est un village de la province de Huesca, situé à environ 16 kilomètres au sud-est de la ville de Sabiñánigo, à 935 mètres d'altitude. Habité au moins depuis le Haut Moyen Âge, l'endroit est mentionné pour la première fois dans une source écrite en 1091. Il compte actuellement 9 habitants. L'église romane du village a été remaniée au XVIIIe siècle.